# ورزشگاه فوتبال بیژان
ورزشگاه فوتبال بیژان (به لاتین: Biñan Football Stadium) یک ورزشگاه در فیلیپین است که در Zapote, Biñan, Laguna Province واقع شده‌است.